# Arrêt Lemaître
Pour les articles homonymes, voir Lemaître.
L'arrêt Lemaître (ou Lemaistre), publié le 28 juin 1593 par le premier président du Parlement de Paris, Jean Le Maistre, statue que la loi de succession du royaume de France ne peut être modifiée. Il intervient dans un contexte de crise de succession déclenchée par la mort d'Henri III.

## Texte
« ARRÊT du parlement séant à Paris qui annule tous traités faits ou à faire qui appelleraient au trône de France un prince ou une princesse étrangère, comme contraire à la loi salique et autres lois fondamentales de l'état.
Paris, 28 juin 1593
La cour, sur la remontrance ci-devant faite à la Cour par le procureur général du roi et la matière mise en délibération, ladite cour, toutes les chambres assemblées, n'ayant, comme elle n'a jamais eu, autre intention que de maintenir la religion catholique, apostolique et romaine et l'état et couronne de France, sous la protection d'un bon roi très chrestien, catholique et françois,
A ordonné et ordonne que remontrances seront faites cette après-dînée par maistre Jean Lemaistre président, assisté d'un bon nombre de conseillers en ladite cour, à M. le duc de Mayenne, lieutenant général de l'estat et couronne de France, en la présence des princes et officiers de la couronne, estant à présent en ceste ville, à ce que aucun traité ne se fasse pour transférer la couronne en la main de prince ou princesse estrangers ;
Que les lois fondamentales de ce royaume soient gardées et les arrêts donnés par ladite cour pour la déclaration d'un roi Catholique et français exécutés ; et qu'il y ait à employer l'autorité qui lui a été commise pour empescher que sous prétexte de la religion, ne soit transférée en main étrangère contre les lois du royaume ; et pourvoir le plus promptement que faire se pourra au repos on soulagement du peuple, pour l'extrême nécessité en laquelle il est réduit; et néanmoins dés à présent ladite cour déclare tous traités faits et à faire ci-après pour l'établissement de prince ou princesse étrangers nuls et de nul effet et valeur, comme faits au préjudice de la loi salique et autres lois fondamentales de l'état. »